# Phellopsylla olivacea
Phellopsylla olivacea är en insektsart som först beskrevs av Walter Wilson Froggatt 1901.  Phellopsylla olivacea ingår i släktet Phellopsylla och familjen rundbladloppor. Inga underarter finns listade i Catalogue of Life.